# Crocodile Rock
〈Crocodile Rock〉은 엘튼 존과 버니 토핀이 작곡한 곡으로 1972년 여름 프랑스의 샤토 드 에후빌 스튜디오에서 녹음한 곡이고, 존과 그의 팀은 이전에 《Honky Château》 음반을 녹음했었다. 1972년 10월 27일 영국, 1972년 11월 20일에 발매되었는데, 그의 음반 《Don't Shoot Me I'm Only the Piano Player》의 발매 전 싱글이고, 그리고 1973년 2월 3일 1위에 오른 그의 첫 번째 미국 싱글 음반이 되었고 3주 동안 그곳에 머물렀다. 미국에서는 1973년 2월 5일 골드, 1995년 9월 13일 미국 음반 산업 협회에 의해 플래티넘이 인증되었다.

## 참여 인원
- 엘튼 존 – 피아노, 파피사 오르간, 보컬
- 데이비 존스톤 – 일렉트릭 기타
- 디 머리 – 베이스 기타
- 나이절 올슨 – 드럼

## 인증
| 국가                                                            | 인증     | 판매량/출하량 |
| --------------------------------------------------------------- | -------- | ------------- |
| 영국 (BPI)                                                      | 실버     | 200,000       |
| 미국 (RIAA)                                                     | 플래티넘 | 1,000,000^    |
| ^출하량을 기반으로 한 인증 · 판매량+스트리밍을 기반으로 한 인증 |          |               |